# 穗花马先蒿狭果亚种
穗花马先蒿狭果亚种（学名：Pedicularis spicata sp. stenocarpa）为玄参科马先蒿属下的一个亚种。

## 扩展阅读
- 維基物種上的相關：穗花马先蒿狭果亚种